# Milan-San Remo 1953
La 44e édition de la course cycliste, Milan-San Remo a eu lieu le 19 mars 1953 et a été remportée par Loretto Petrucci pour la deuxième année consécutive. Il s'impose au sprint devant un groupe composé de 5 autres coureurs.

## Classement final
|    | Cycliste         | Équipe          | Temps           |
| -- | ---------------- | --------------- | --------------- |
| 1  | Loretto Petrucci | Bianchi-Pirelli | 6 h 59 min 20 s |
| 2  | Giuseppe Minardi | Legnano         | + 0 s           |
| 3  | Valère Ollivier  | Thompson        | + 0 s           |
| 4  | Germain Derijcke | Welter          | + 0 s           |
| 5  | Nino Defilippis  | Legnano         | + 0 s           |
| 6  | Raymond Impanis  | Garin           | + 0 s           |
| 7  | Jean Robic       | Terrot          | + 21 s          |
| 8  | Roger Walkowiak  | Peugeot-Dunlop  | + 21 s          |
| 9  | Fausto Coppi     | Bianchi-Pirelli | + 1 min 05 s    |
| 10 | Ferdinand Kübler | Tebag           | + 1 min 09 s    |